# Bagatelle (Dominica)
Bagatelle ist ein Ort im Süden von Dominica. Die Gemeinde hatte im Jahr 2011 zusammen mit ihrer Nachbarsortschaft Pointe Carib 388 Einwohner. Bagatelle liegt im Parish Saint Patrick.

## Geographische Lage
Bagatelle liegt westlich von Petite Savanne und östlich von Berekua.